# Léraba (vattendrag)
Léraba är ett vattendrag på gränsen mellan Burkina Faso och Elfenbenskusten, ett biflöde till Komoé. Det bildas genom sammanflödet av Léraba occidentale och Léraba orientale.